# コールドオープン
コールドオープン（英: cold open）もしくはティーザー（英: teaser）は、テレビ番組や映画の製作におけるテクニックの呼称であり、直接話に入った後でタイトルやオープニングを入れる製作技法をいう。1990年代に広まった手法。

## 概略
「番組または映画のオープニング・クレジットが始まる前に、一部の場面を切り取って見せること」である。
これは「前回のあらすじ」をコンパクトに圧縮したものであるかもしれないし、逆に今週の見所の一部を見せて視聴者を釘付けにする「引き」（クリフハンガー）かもしれない。
コールドオープンで見せるのは、メインストーリーの先頭部分かもしれないし、メインストーリーとは繋がっておらず設定や登場人物を見せるための独立した短編であるかもしれない。
テレビや映画以外でも、例えばYouTube動画でも利用可能である。